# Wiktor Łazariew
Wiktor Łazariew (ur. 3 września 1897 w Moskwie, zm. 1 lutego 1976 w Moskwie, ros. Ви́ктор Ники́тич Ла́зарев) – rosyjski historyk sztuki.
Od 1935 profesor uniwersytetu w Moskwie. Był znawcą  malarstwa włoskiego renesansu oraz malarstwa niderlandzkiego XVII w. i  francuskiego XVIII wieku. Zasłynął też jako badacz sztuki staroruskiej i bizantyńskiej.

## Wybrane publikacje
- Портрет в европейском искусстве XVII века, 1937.
- Происхождение итальянского Возрождения, 1956-1959.
- Андрей Рублёв и его школа, 1966.
- Старые итальянские мастера, 1972.
- Древнерусские мозаики и фрески, 1973.
- Византийское и древнерусское искусство, 1978.

## Publikacje w języku polskim
- Przeciwko fałszowaniu kultury Odrodzenia, "Materiały do Studiów i Dyskusji [z Zakresu Teorii i Historii Sztuki, Krytyki Artystycznej oraz Metodologii Badań nad Sztuką" 1951, nr 7/8, s. 269-293.
- Hercen o Odrodzeniu, przekład Beata Matuszewska, "Materiały do Studiów i Dyskusji z Zakresu Teorii i Historii Sztuki, Krytyki Artystycznej oraz Metodologii Badań nad Sztuką" 1954, nr 3/4 (19/20|), s. 251-267.
- Dawni mistrzowie włoscy, tł. Aleksander Bogdański, Warszawa: Państwowe Wydawnictwo Naukowe 1979.
- Dawni mistrzowie, tł. Paweł Hertz, Warszawa: Państwowe Wydawnictwo Naukowe 1984.